# Robert Jaensch

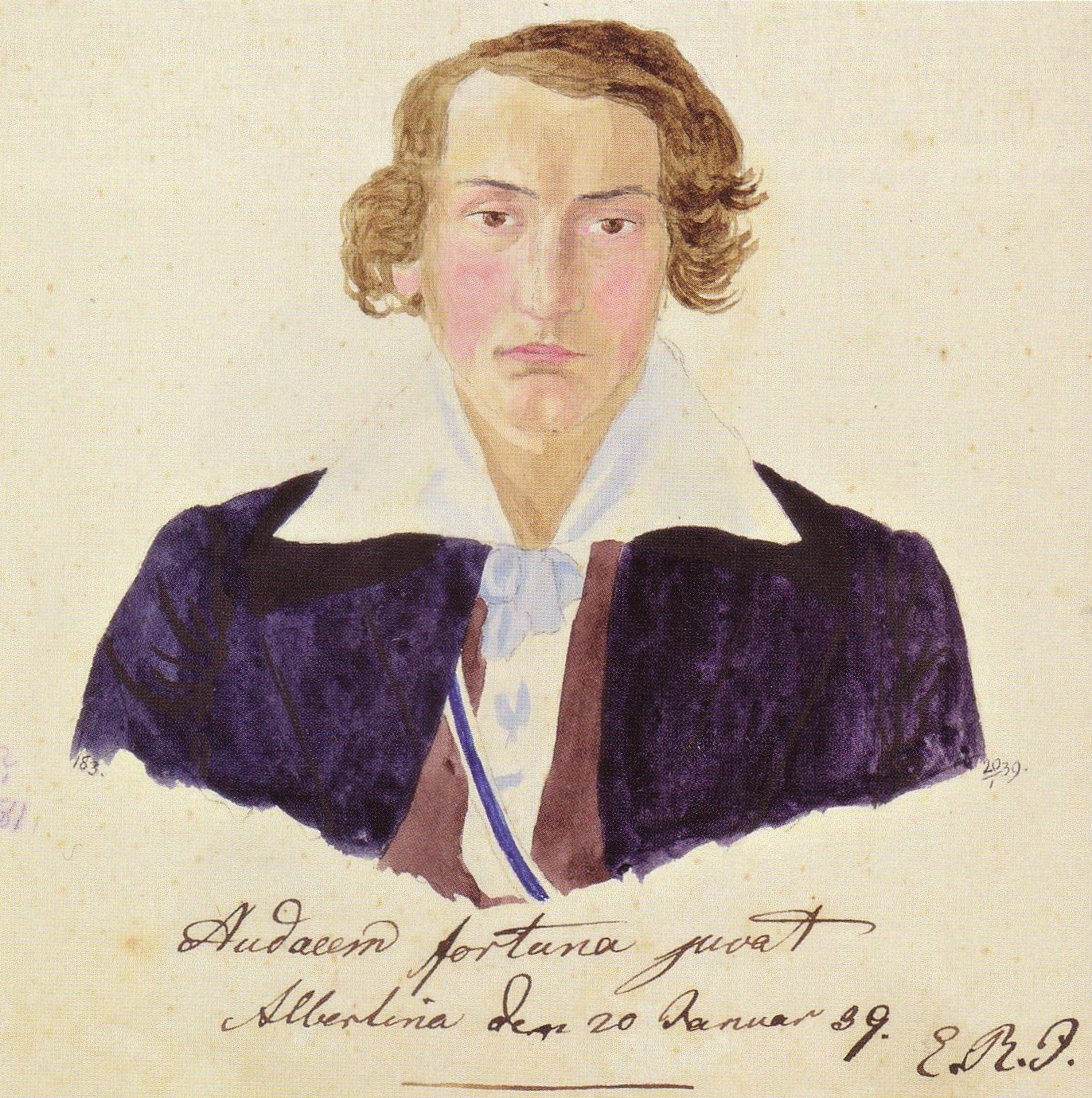
Robert Jaensch (1839)

Ernst Robert Jaensch (auch Jänsch; * 9. Dezember 1817 in Königsberg i. Pr.; † 21. April 1892 ebenda) war ein deutscher Mathematiklehrer in Ostpreußen.

## Leben
Jaensch besuchte das Altstädtische Gymnasium Königsberg, von dem er Ostern 1838 mit dem Abitur abging. Er immatrikulierte sich als stud. phil. an der Albertus-Universität Königsberg. In der Corpslandsmannschaft Baltia war er ein ausgezeichneter Subsenior, Consenior und Senior.  Mit vier anderen Balten bat er 1840 die Corpslandsmannschaft Masovia um die Übernahme seines (katholischen) Bundes. Nach dem Examen und dem Probejahr kam er als Mathematiklehrer an die Herzog-Albrechts-Schule (Rastenburg). Er wurde 1879 als charakterisierter Gymnasialprofessor pensioniert und starb im 75. Lebensjahr.

## Werke
- Einiges aus der Lehre von der harmonischen Teilung vom Gymnasiallehrer Jänsch. Haberland, Rastenburg 1848. (GVK)
- Eine Abhandlung ueber Rectification und Quadratur der sphärischen Ellipse [Teil 1]. Haberland, Königsberg 1852. (GVK)
- Eine Abhandlung ueber Rectification und Quadratur der sphärischen Ellipse [Teil 2]. Haberland, Königsberg 1853. (GVK)
- Die schwierigeren Probleme der Zahlentheorie in systematischem Zusammenhange bearbeitet zur beabsichtigten Einreihung dieses Stoffes in den Unterricht der Prima höherer Lehranstalten. Schlemm, Rastenburg 1876. (StaBiKat)